# Explosão no restaurante Filé Carioca
A explosão no restaurante Filé Carioca ocorreu na manhã do dia 13 de outubro de 2011, na Praça Tiradentes, no Rio de Janeiro.

## Antecedentes
O restaurante Filé Carioca situava-se no térreo do edifício Riqueza, de onze andares, na Rua da Carioca, na Praça Tiradentes. O local havia sido reformado recentemente e era uma opção comum de almoço para funcionários de escritórios daquela região, incluindo funcionários da Petrobras, BNDES e Caixa. Em agosto de 2010, o dono, Carlos Rogério do Amaral, informou ter resolvido uma falha no sistema de exaustão do restaurante. Neste mesmo ano, um laudo do Corpo de Bombeiros proibiu a utilização de gás de cozinha ou encanado no local. O Filé Carioca tinha alvará provisório, dependendo da autorização de outros órgãos para ter uma licença definitiva.

## Explosão
No dia 13 de outubro de 2011, antes da explosão, funcionários sentiram cheiro de gás e tentaram entrar em contato com o dono do estabelecimento, segundo Jorge Luiz Rosa Leão, dono de uma banca que ficava em frente ao restaurante. Um funcionário perguntou se ele tinha o telefone do dono do restaurante e, em seguida, outro comentou que havia um forte cheiro de gás. Minutos antes da explosão, por volta de 7h30, um terceiro comprou um maço de cigarros na banca. A explosão ocorreu por volta deste horário. A rua estava vazia e não havia clientes no restaurante. Mesmo assim, três corpos foram arremessados a pelo menos dez metros do local. O impacto da explosão atingiu oito andares. Uma quarta vítima do acidente, que estava internada, morreu no dia 19.

## Investigação
A Companhia Distribuidora de Gás do Rio (CEG) declarou no mesmo dia que "desde 1961 não fornece gás canalizado para o prédio em que houve a explosão", e que "foi acionada pelo Corpo de Bombeiros às 7h42. Foram retirados do local seis cilindros de gás industrial, com 45 litros cada. O edifício Riqueza ficou interditado até 7 de janeiro de 2016, quando foi reaberto.
Em 2019, a 19ª Vara Criminal do Rio condenou Carlos Rogério do Amaral a sete anos de prisão em regime fechado, enquanto outros nove denunciados no caso foram absolvidos. Na sentença, a juíza Lucia Regina Esteves de Magalhães comenta: "o acusado, embora não tivesse a aprovação do Corpo de Bombeiros para a utilização de gás no seu estabelecimento, fez o seu uso, de forma livre e consciente, sabedor do perigo da sua utilização clandestina, em desatenção às normas técnicas, assumindo o risco de ofender a integridade dos clientes e empregados do estabelecimento e da grande quantidade de transeuntes que passavam diariamente pelo local".
O caso foi citado na matéria "Relembre desabamentos e incêndios de grandes proporções no Rio", do O Globo, em 2018.